# Brida (novela)
Brida (1990) es una novela del escritor brasileño Paulo Coelho, el cual trata la historia de una joven de 21 años de edad que conoce a un mago, a quien pide convertirse en una bruja.

## Argumento
Brida cuenta con un don único, que si bien ella misma no puede reconocer, el mago sí lo hará. Esta historia es muy peculiar pues demuestra cómo el amor no necesariamente es uno en la vida, cómo en el libro en la vida te puedes encontrar con más de una de tu Otra Parte, pero está en ti el terminar con una de ellas, o por lo menos, te encontrarás en un instante de tu vida con ella. 
Para poder llegar a poseer la magia que ella siempre ha deseado, Brida tendrá que darse cuenta de que la llave para ello es lo que siempre había buscado a la par: el amor.
En este libro es reflejado el gran amor de un mago hacia su alumna, quien es la persona destinada para él, y que en vidas anteriores fue bruja, teniendo el don desde el comienzo y con su ayuda, Brida recordará cada una de sus vidas anteriores, teniendo en su camino conflictos amorosos entre el mago y su novio. El libro nos muestra como la grandeza del amor puede superar todos los obstáculos y dejar ir al alma gemela.
Brida no cuenta solo con la ayuda del mago para lograr su objetivo, sino que también cuenta con la ayuda de una bruja, la cual en tiempo pasado fue novia del mago.

## Personajes

### Principales
- Brida: Es una chica de 21 años, intrigada acerca de su futuro, por lo cual decide investigar en el mundo de la magia una posible respuesta a sus preguntas sobre la vida. Es una de las jóvenes grandes maestras de la "Tradición de la Luna".
- El Mago: Llamado también "El viejo solitario de la montaña". Es el maestro de la "Tradición del Sol" y es la que le enseña a Brida.
- Wicca: La maga. Es maestra de la "Tradición de la Luna". Ella es la guía de Brida en el mundo de la magia.

### Secundarios
- Lorens: Novio de Brida. Completamente enamorado de ella.
- Loni y Talbo: Personajes de una de las vidas pasadas de la protagonista.

## Traducciones
Brida  se ha publicado a 44 idiomas diferentes: afrikáans, albanés, alemán, árabe, azerí, búlgaro, catalán, coreano, croata, checo, chino (complejo), chino (simplificado), eslovaco, esloveno, español, estonio, farsi, finlandés, francés, griego, hebreo, hindi, holandés, húngaro, indonesio, inglés, italiano, japonés, letón, lituano, macedonio, malayalam, malayo, marathi, montenegrino, noruego, polaco, portugués, rumano, ruso, serbio, sueco, turco y ucraniano.

## Inspiración
A finales de 1989, Paulo Coelho fue requerido por su maestro, Jean, para hacer otra de las denominadas cuatro rutas sagradas de las que se componen las peregrinaciones de los iniciados de la orden de RAM. Después del Camino de Santiago, Paulo Coelho hizo un viaje (en su caso al desierto de Mojave), pero aún le faltaba la tercera y penúltima etapa, el Camino de Roma. 
Cuando los interminables setenta días de peregrinación parecían llegar a su fin, una noche, en los Pirineos, después del “ritual de fuego”, una joven de piel y cabello claros se acercó a Paulo buscando conversación. Era Brida O’Fern, irlandesa de treinta años que había alcanzado el grado de Maestra de RAM y que, al igual que él, hacía el Camino de Roma. La compañía de Brida no sólo resultó ser un agradable regalo que aliviaría el cansancio del final de la peregrinación. 
Paulo Coelho y Brida se sentaban todas las noches en un café en Lourdes. En sus encuentros ella le contó la historia de su búsqueda. Cuando acabó, Paulo le preguntó si podría, algún día, escribir lo que había oído. En un primer momento ella asintió. Pero, cada vez que se encontraban, iba colocando un obstáculo. Le pidió que cambiase los nombres de las personas involucradas, quería saber qué tipo de gente lo leería, y cómo reaccionarían. Pero Paulo creyó que ésta no era la causa de su preocupación. Era porqué creía que era una experiencia muy particular y no sabía si las personas podrían sacar algo provechoso de ellas. 
Cambió los planes de escribir un libro sobre el camino de Roma y optó por inspirarse sólo en la irlandesa para escribir su tercer libro, que, al igual que ella, se llamaría Brida.